# Croix de Saint-Samson
La croix de Saint-Samson  est située à Pleumeur-Bodou en France.

## Localisation
La croix est située sur la commune de Pleumeur-Bodou, dans le département des Côtes-d'Armor en région Bretagne.

## Description
Un fût polygonal soutient une croix massive dont les bras sont réunis par la sculpture. Le Christ et, au dos, la Vierge sont représentés en relief.

## Historique
La croix est inscrite au titre des monuments historiques par arrêté du 23 octobre 1964.